# Clube Esportivo Rio Branco

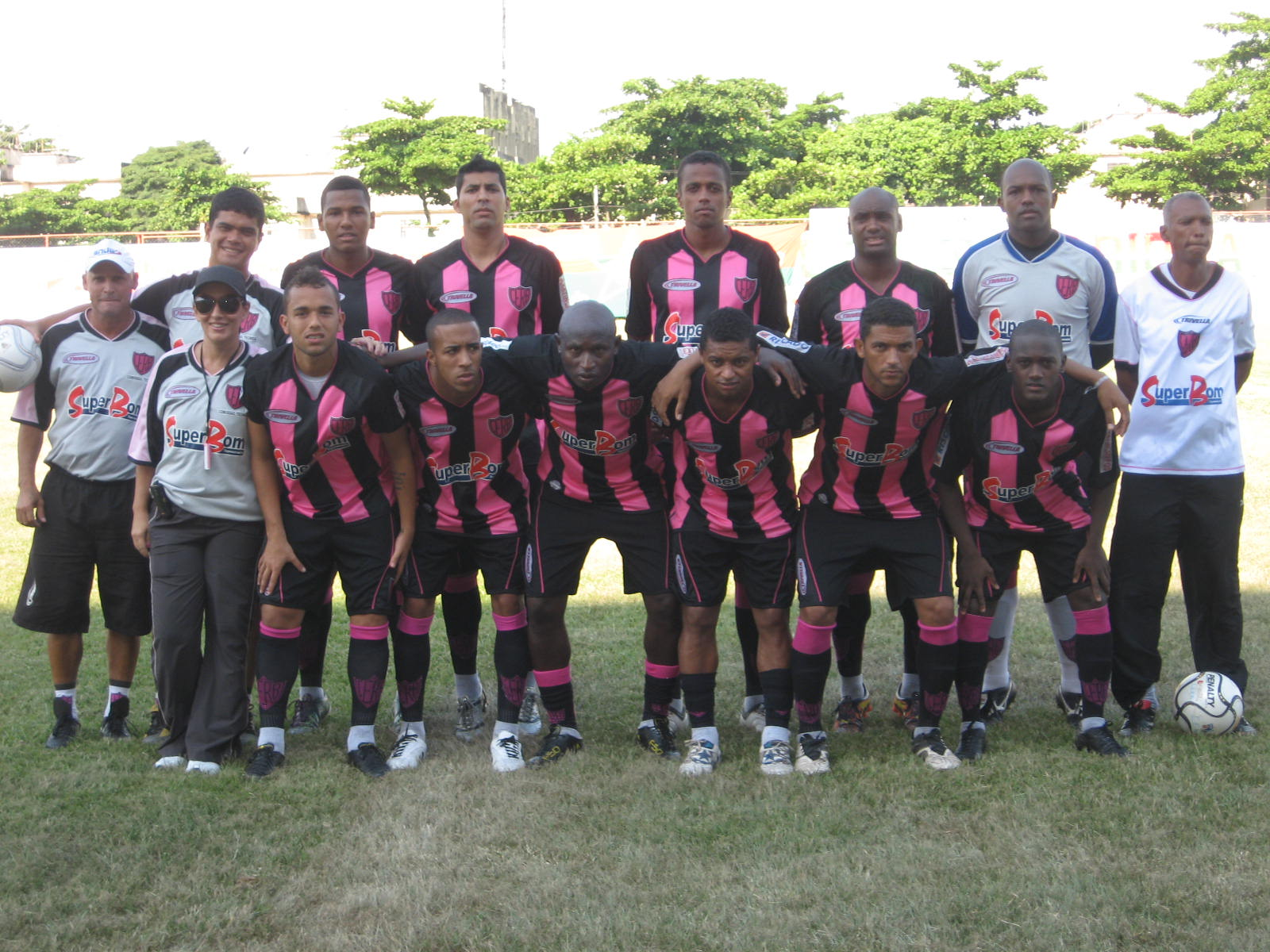
Equipo en 2011

El Clube Esportivo Rio Branco, conocido como Rio Branco-RJ, es un equipo de fútbol de Brasil que actualmente se encuentra inactivo. En los años 1960 participó en el Campeonato Brasileño de Serie A, la primera división nacional.

## Historia
Fue fundado el 5 de diciembre de 1912 en el municipio de Campos dos Goytacazes del estado de Río de Janeiro como un equipo de formador de jugadores de las familias más pudientes del municipio, conocido más por su uniforme que por su forma de jugar, ya que es de color rosado, un color poco usual para un equipo de fútbol en Brasil, y en sus primeros años participaba en los torneos municipales.
En la década de los años 1960 se convierte en un equipo profesional, obteniendo el Campeonato Fluminense por primera vez en 1961 y con ello obtuvo la clasificación al Campeonato Brasileño de Serie A de 1962, su primera aparición en una competición nacional. En su primera aparición en la primera división nacional vence en la primera ronda 3-2 al Santo Antônio Futebol Clube del estado de Espírito Santo pero es eliminado en las semifinales de la zona sur 1-2 por el Cruzeiro Esporte Clube del estado de Minas Gerais finalizando en octavo lugar entre 18 participantes.
El club jugó por 15 temporadas en el desaparecido Campeonato Fluminense hasta que descendió en la temporada de 1977, justo el mismo año en el que juega por última vez en el Campeonato Campista. En 1980 juega en el Campeonato Carioca Serie B por primera vez, de donde descendió tras una temporada. En 2003 juega en el Campeonato Brasileño de Serie C por primera vez donde es eliminado en la primera ronda al terminar en último lugar en su zona en donde perdió todos los partidos.
El club ha estado inactivo desde la temporada 2012 luego de que fuera desafiliado de la Federación Carioca de Fútbol en ese año.

## Palmarés
- Campeonato Fluminense: 1

1961
- Campeonato Carioca Tercera División: 1

1984, 2001
- Campeonato Campista: 8

1917, 1928, 1929, 1931, 1949, 1958, 1961, 1962
- Copa Ciudad de Campos: 2

1972, 1976

## Jugadores

### Jugadores destacados
- Valdir Pereira